# 普费菲孔湖
47°21′08″N 08°46′48″E / 47.35222°N 8.78000°E
普费菲孔湖（德語：Pfäffikersee；得名于普费菲孔）是瑞士的湖泊，位於該國北部蘇黎世州，長2.5公里、闊1.3公里，面積3.3平方公里，海拔高度537米，平均水深18.5米，最大水深36米，蓄水量5,900萬立方米。

## 外部連結

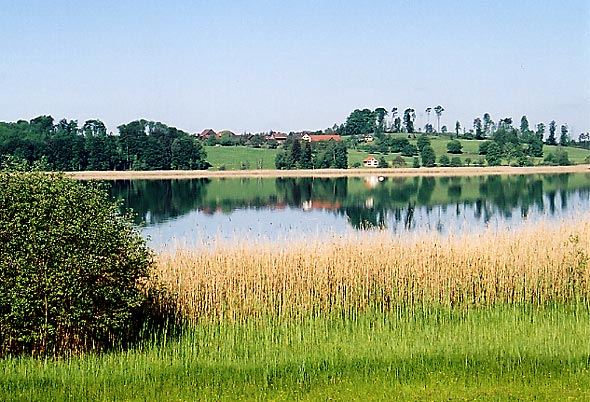

- Waterlevels of Pfäffikersee （页面存档备份，存于） at Pfäffikon